# يوحنس الرابع
الإمبراطور يوحَنس الرابع (بالجعزية ዮሓንስ)، ويعرفه الإنجليز باسم «جون»، ولذلك يعرف بالعربية أيضاً باسم الإمبراطور يوحنا أو الإمبراطور يوهانس أحياناً.
كان يحمل لقب نيگوسا نگاست Nəgusä Nägäst إثيوبيا، أي ملك ملوك إثيوبيا منذ سنة 1872 م وحتى وفاته في سنة 1889 م على يد المهدية في السودان
ساعده البريطانيون على الاستيلاء على السلطة في إثيوبيا. أجبر مسلمو إثيوبيا على التنصر أو التعرض لمصادرة أملاكهم، مما دفعهم إلى الاستنجاد بإسماعيل باشا خديوي مصر ومصوع، الذي قاتله حتى احتل الإنجليز مصر. بعد ذلك دخل في حرب مع الدولة المهدية في السودان حتى مصرعه على يد الأنصار الذين أخذوا جثته إلى أم درمان.

## لقبه
لقبه بالكامل هو «صاحب الجلالة الامبراطورية يوحنس الرابع، أسد قبيلة يهوذا المنتصر، ملك صهيون، ملك ملوك إثيوبيا ومختار الرب،» باللغة الجعزيةግርማዊ፡   ሞዓ፡  አንበሳ፡ ዘእምነገደ፡ ይሁዳ፡ ንጉሠ፡ ነገሥት፡ ዘኢትዮጵያ፡ ሰዩመ፡ እግዚአብሔር وتقرأ كالآتي: گيرماوي، موعا عنبسـّا زعم نگـّادا يهودا، نيگوسا تصهيون، نيگوسا نگاست زع إتيوپيا، سيوما عيگزي أغزبهر).

## ميلاده
ولِد في سنة 1831 م ، باسم ليج دِجازماج كاسا (باللغةالجعزية ልጅ፡ ደጃዝማች ካሳ)
، والدجازماج هو لقب يطلق على النبلاء في الحبشة.

## صعوده إلى السلطة

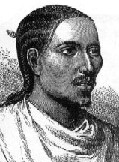
رسم تخطيطي أوروبي لوجه يوحنس الرابع

## حربه مع مصر
انغمس يوحنس طوال فترة حكمه في صراع عسكري على حدوده الشمالية. بدءا مع خديوي مصر إسماعيل باشا، الذي كان يسعى إلى إخضاع حوض النيل كله إلى حكمه. قام المصريون بتشجيع منليك ملك مملكة شـِوا الإثيوبية على التمرد ضد الإمبراطور يوحنس في اطار عملية عسكرية سياسية أطلقوا عليها اسم حملة الحبشة، إلا أن تحالفهم مع منليك سرعان ما تحول إلى عداء متبادل عندما تقدمت القوات المصرية من ميناء زيلع واستولت على إمارة هرر الإسلامية بدعوة من أميرها في 11 أكتوبر / تشرين الأول 1875 م. فقد رأى كلٌ من منليك ويوحنس أن هرر مقاطعة إثيوبية متمردة، وأن استيلاء المصريين عليها لم يكن مرحباً به من أي منهما. تقدم المصريون بعد ذلك إلى شمال إثيوبيا من ممتلكاتهم الساحلية حول ميناء مصوع. استنجد يوحنس بالبريطانيين لصد هجمات المصريين، وانسحب من مواقعه أمام تقدمهم لكي يستدر عطف الأوروبيين ويظهر لهم بأنه الطرف المعتدى عليه وأن الخديوي هو الغاصب. أرسلت بريطانيا خبراء لتنظيم الجيش الإثيوبي ووزودته بمدافع بريطانية. فقام بحشد جيوشه لمواجهة القوات المصرية.

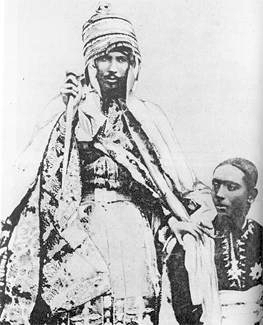
الامبراطور يوحنس الرابع، إمبراطور إثيوبيا، ومعه ابنه ووريثه، الراس أرأيا سيلاسي يوحنس

التقى الجيشان في معركة گوندت (تسمى أيضاً گودا-گوده) في صبيحة يوم 16 نوفمبر / تشرين الثاني 1875 م. تم استدراج المصريين إلى واد سحيق ضيق حيث تمت أبادتهم بالمدفعية المرابطة على قمم الجبال المحيطة بالوادي. وقتل حوالي 2,700 مصري من أصل 3,000 كانوا بقيادة مجموعة من الأوروبيين والأمريكيين. لم تعلن الحكومة المصرية أخبار الهزيمة خوفاً من زعزعة الحكم في مصر الخديوية. تم تجميع وإرسال قوة مصرية جديدة للثأر من هزيمة گوندات. تلقت القوات المصرية هزيمة أخرى في معركة گورا في 7-9 مارس / آذار 1876)، حيت كان الإمبراطور يوحنس يقود الجيش بنفسه، مع قائد جيشه رأس علولا إنگيدا.

## إخضاع الملك منليك الثاني لحكم الإمبراطور
وتبع هذا النصر خضوع منليك لحكم الإمبراطور يوحنس قي 20 مارس / آذار 1878، وبالمقابل اعترف يوحنس بحق منليك الوراثي في حمل لقب ملك شـِوا، وأعيد تتويجه ملكاً على شوا في 26 مارس / آذار. انتهز يوحنس الفرصة لتوثيق أواصر القرابة مع منليك بأن عمل على ترتيب زواج ابنة منليك زِوديتو (امبراطورة إثيوبيا لاحقاً)، بابنه ووريثه على العرش، راس أرأيا سيلاسي.

## الإصلاح الديني
كما عمل مع مجلس الكنيسة الإثيوبية القبطية الأرثوذكسية على القضاء على ظواهر الهرطقة الدينية المخالفة لتعاليم الكنيسة والتي كانت قد انتشرت في مملكتي گوجـّام وشـِوا الإثيوبيتين.

## تنصير المسلمين
كما أمر جميع مسلمي مقاطعة وُلـّو أن يعتنقوا المسيحية خلال ستة أشهر أو تـُصادر أملاكهم. وطلب من ملك شـِوا أن يطرد ارساليات الرومان الكاثوليك كلها من شـِوا. وكان أول من تنصر من زعماء مسلمي مقاطعة ولو هو الرأس علي، الذي أصبح إسمه رأس ميخائيل وأصبح فيما بعد نگوس (ملك) على وُلـّو، حيث وقف الإمبراطور يوحنس إلى جانبه كأب روحي له عند تعميده مسيحياً. وتزوج بإبنة منليك الأخرى، شـِوارگاي منليك.

### حربه مع السودان
عندما أعلن محمد أحمد المهدي نفسه المهدي المنتظر، وأشعل ثورة كبرى في السودان، ونجح أتباعه في طرد الحاميات المصرية أو محاصرتها في جميع أرجاء السودان مثل سواكن وعدة مواقع في الجنوب، وافق يوحنس على طلب البريطانيين بأن يسمح بإجلاءالجنود المصريين عبر أراضيه، ظناً منه بأن الامبراطورية البريطانية ستدعم بالمقابل مطالبه بأحقيته في موانئ مهمة على البحر الأحمر مثل ميناء مصوع ليستورد من خلالها الأسلحة والذخائر، في حال إجبار مصر على الانسحاب منها. تمت الصياغة الرسمية لهذا التفاهم في معاهدة مع البريطانيين عرفت باسم معاهدة هيويت Hewitt Treaty. وكانت النتيجة المباشرة لبها هي إثارة غضب الدولة المهدية على إثيوبيا. واندلعت مناوشات في الحدود الشرقية السودانية الإثيوبية ففي 23 سبتمبر / أيلول 1885 م، نجح الرأس علولا في صد جيش المهدي في معركة كوفيت. وفي غضون ذلك استولت إيطاليا على ميناء مصوع، مما أدى إلى إحباط آمال الإثيوبيين في الحصول على منفذ بحري وإثارة حنق يوحنس عليهم والذي حاول التوصل مهم لنوع من التفاهم حتى يتفرغ للخطر المحدق من قبل قوات المهدية، وبالرغم من أن الراس علولا تعهد بمهاجمة الوحدات الإيطالية التي كانت على جانبي خط الحدود (الذي رسمته بريطانيا وإيطاليا لفصل ممتلكتهما، وأدعى الإثيوبيون آنذاك أنه غير محدد بشكل جيد)، إلا أن تزايد الاضطرابات الداخلية عندما تمرد كل من ملك گوجـّام وشـِوا ضد يوحنس جعلت الإمبراطور يتغاضى عن الإيطاليين مضطراً ليتعامل مع نجاشييه المتمردين. وتمكن من سحق تمرد گوجـّام، ولكن قبل أن يلتفت إلى شـِوا وصلته أنباء عن وصول قوات المهدي إلى غوندار بقيادة الأمير حمدان أبو عنجة ونهبهم لها وحرق كنائسها. فتوجه يوحنس شمالأ من گوجام لمواجهة جيش المهدي.

## مصرعه
لقي يوحنس مصرعه أثناء قتاله مع أتباع خليفة المهدي، عبد الله التعايشي بقيادة الأمير الزاكي طمل، في معركة القلابات في 9 مارس / آذار 1889. فقد أصابته رصاصة قاتلة أثناء المعركة، وحـُمل إلى خيمته حيث أوصى بأن يكون الراس منگشا خليفته (ابنه الأكبر راس أرايا سيلاسي كان قد توفي قبل ذلك ببضع سنين ولم يتم الإفصاح عن ذلك). ثم توفي الأمبراطور بعد ذلك بساعات. وبالرغم من أن الجيش الإثيوبي كان قد تمكن من صد هجمات المهديين، إلا أن خبر مقتل الإمبراطور أدى إلى تحطيم الروح المعنوية للجنود وشجع الأنصار على معاودة الهجوم، وتشتيت القوات الإثيوبية ودحرها والاستيلاء على جثة الإمبراطور. أخذ المهديون جثة يوحنس إلى عاصمتهم، أم درمان، حيث علـِّق رأس يوحنس على حربة جابوا بها في شوارع المدينة.

## تضارب الآراء حول تقييم شخصيته
في الوقت الذي يرى فيه المسيحيون من أبناء إثيوبيا يوحنس الرابع بطلاً قومياً وشهيداً لبلده ودينه، ينظر إليه المسلمون من أبناء إثيوبيا كحاكم متعصب متسلط سلب المسلمين حقوقهم وممتلكاتهم بإجبارهم على اعتناق المسيحية. ويذكره الآخرون كمغتصب للسلطة دعم حكمه بالعمل كمرتزق أجير للبريطانيين الذين أمدوه بالمستشارين والعتاد مقابل أن يرشد قادة حملة الحبشة البريطانية في سنة 1868 م، ضد غريمه الإمبراطور تـوودروس الثاني.

## وصلات خارجية
- Yohannes IV
- Ethiopian Treasures - Emperor Yohannes IV, Battle of Metema - Ethiopia
- Imperial Ethiopia Homepages - Emperor Yohannes IV

| سبقه تكله جيورجس الثاني | إمبراطور إثيوبيا 1872 - 1889 | تبعه منليك الثاني |